# Markthalle (Charroux)

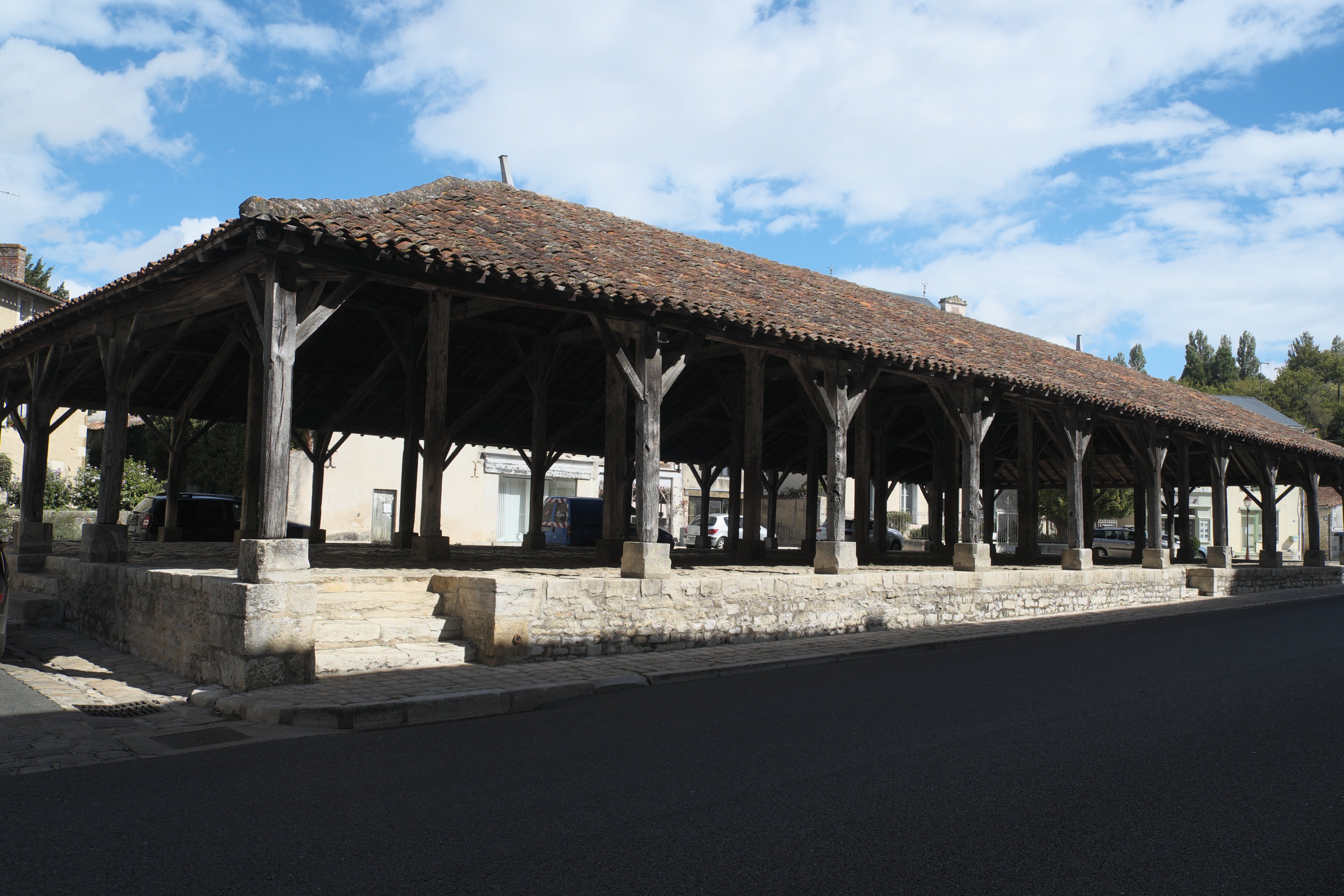
Markthalle in Charroux

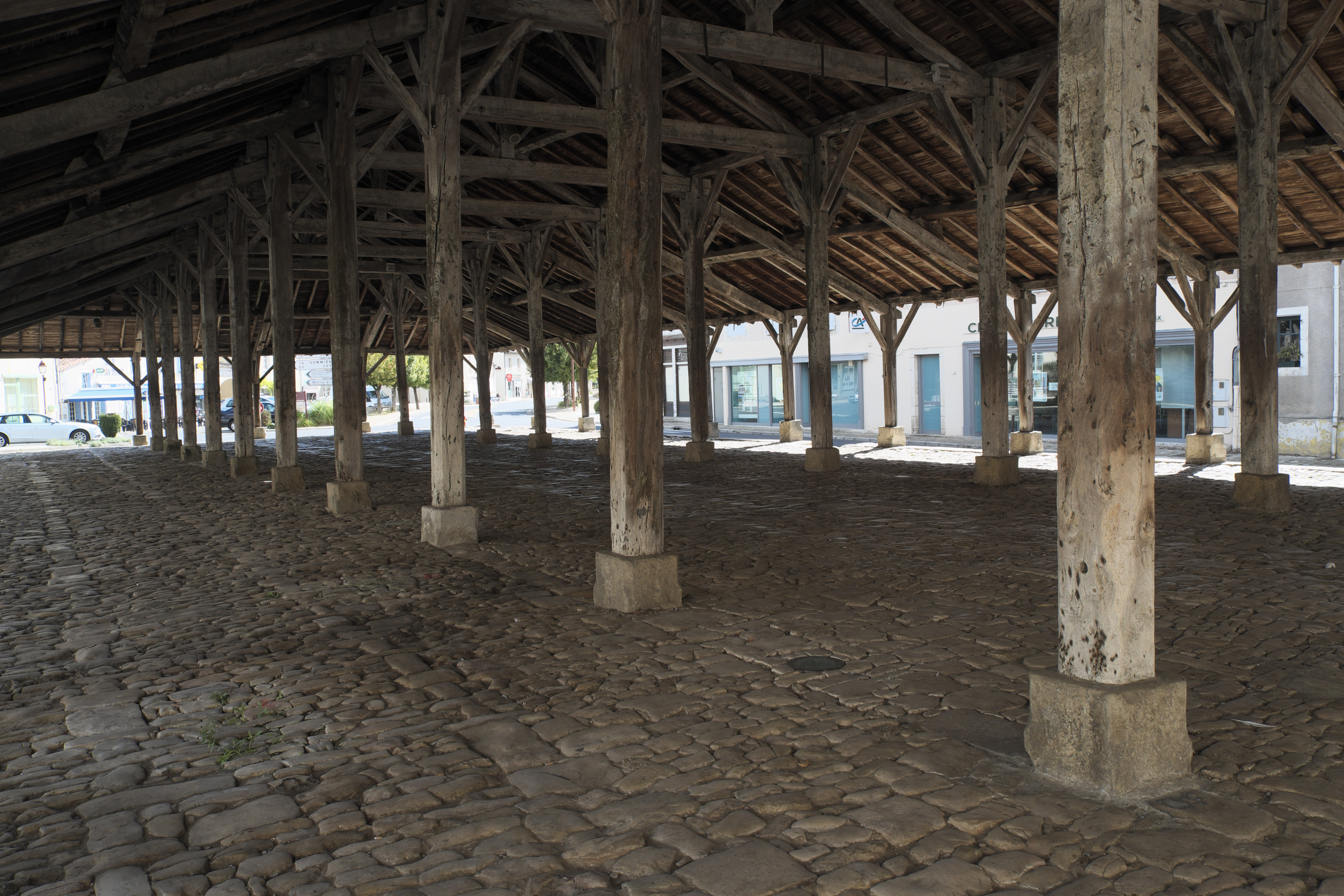
Innenansicht

Die Markthalle in Charroux, einer französischen Gemeinde im Département Vienne der Region Nouvelle-Aquitaine, wurde im 16. Jahrhundert errichtet. Im Jahr 1986 wurde die Markthalle an der Rue de Rochmeaux als Monument historique klassifiziert.
Die Markthalle besteht aus einer Holzkonstruktion mit Zeltdach. Sie ist für den Ort sehr groß ausgefallen, da sie nicht nur vom örtlichen Handel, sondern auch für vier regionale Märkte im Jahr genutzt wurde, die von der Grundherrschaft, der Abtei Charroux, gestattet wurden.
Heute wird die Markthalle auch für kulturelle Veranstaltungen wie Kunstausstellungen genutzt.